# Воллочет (Вашингтон)
Воллочет (англ. Wollochet) — переписна місцевість (CDP) в США, в окрузі Пірс штату Вашингтон. Населення — 6769 осіб (2020).

## Географія
Воллочет розташований за координатами 47°16′58″ пн. ш. 122°34′38″ зх. д. / 47.28278° пн. ш. 122.57722° зх. д. (47.282843, -122.577113).  За даними Бюро перепису населення США в 2010 році переписна місцевість мала площу 15,11 км², уся площа — суходіл.

## Демографія
Згідно з переписом 2010 року, у переписній місцевості мешкала 6651 особа в 2636 домогосподарствах у складі 1897 родин. Густота населення становила 440 осіб/км².  Було 2786 помешкань (184/км²).
Расовий склад населення:
| - 89,1 % — білих - 3,7 % — азіатів - 1,2 % — чорних або афроамериканців - 0,7 % — корінних американців - 0,3 % — вихідців з тихоокеанських островів - 1,3 % — осіб інших рас |

До двох чи більше рас належало 3,7 %. Частка іспаномовних становила 4,1 % від усіх жителів.
За віковим діапазоном населення розподілялося таким чином: 22,3 % — особи молодші 18 років, 59,3 % — особи у віці 18—64 років, 18,4 % — особи у віці 65 років та старші. Медіана віку мешканця становила 45,6 року. На 100 осіб жіночої статі у переписній місцевості припадало 93,1 чоловіків;  на 100 жінок у віці від 18 років та старших — 89,7 чоловіків також старших 18 років.
Середній дохід на одне домашнє господарство  становив 117 796 доларів США (медіана — 79 327), а середній дохід на одну сім'ю — 143 916 доларів (медіана — 106 080). За межею бідності перебувало 4,4 % осіб, у тому числі 3,3 % дітей у віці до 18 років та 2,3 % осіб у віці 65 років та старших.
Цивільне працевлаштоване населення становило 2632 особи. Основні галузі зайнятості: освіта, охорона здоров'я та соціальна допомога — 33,5 %, виробництво — 10,4 %, роздрібна торгівля — 9,2 %, фінанси, страхування та нерухомість — 8,5 %.